# Motala AIF
Der Motala Allmänna Idrotts Förening (kurz: Motala AIF) ist ein schwedischer Sportverein aus Motala. Der Verein ist vor allem für seine Fußballmannschaft bekannt, die eine Spielzeit in der Allsvenskan spielte.

## Geschichte
Motala AIF wurde am 29. August 1907 gegründet. 

### Fußball
Die 1908 geschaffene Fußballmannschaft trat 1928 erstmals in Erscheinung, als sie als Aufsteiger in die Division 3 direkt Vizemeister wurde und nur knapp den Durchmarsch in die zweite Liga verpasste. Ein Jahr später wurde die Mannschaft Staffelsieger, scheiterte jedoch in den Aufstiegsspielen an Kalmar AIK. 
1932 profitierte Motala AIF von einer Erweiterung der zweiten Liga auf vier Staffeln. Als Vizemeister hinter Åtvidabergs IF konnte der Aufstieg in die Zweitklassigkeit gefeiert werden. Der Aufenthalt in der zweiten Liga dauerte jedoch nur zwei Jahre, ehe 1934 mit nur zehn Punkten der Wiederabstieg nicht mehr vermieden werden konnte. 1937 konnte der Klub die Drittligameisterschaft erringen und kehrte in die zweite Liga zurück. Dort konnte man sich jedoch wiederum nur zwei Jahre halten. 
Motala AIF konnte sich zwar im vorderen Teil der Tabelle etablieren, verpasste aber regelmäßig die Meisterschaft. 1943 gelang der Staffelsieg, man scheiterte jedoch an Jönköpings Södra IF in den Aufstiegsspielen. 1947 verpasste die Mannschaft die Qualifikation für die neue dritte Liga, die statt 17 nur noch vier Staffeln umfasste.
1950 gelang Motala AIF die Rückkehr in die dritte Liga, der dort in der Staffel Östra der Meistertitel folgte. Damit gelang der direkte Durchmarsch in die zweite Liga. Dieses Mal konnte sich die Mannschaft in der Zweitklassigkeit etablieren und 1953 gelang dort bereits der dritte Tabellenrang. 1957 gelang der Staffelsieg und damit konnte die Mannschaft in den Aufstiegsspielen zur Allsvenskan gegen Örgryte IS antreten. Mit einem 3:4-Auswärtssieg und einem klaren 4:0-Erfolg auf eigenem Platz schaffte sie den Aufstieg in die schwedische Eliteserie.
In der Allsvenskan belegte Motala AIF mit sechs Saisonsiegen und sieben Unentschieden und den daraus resultierenden 19 Punkten nur abgeschlagen den letzten Platz. In der zweiten Liga konnte sich die Mannschaft nur im Mittelfeld platzieren und 1963 stieg sie in die dritte Liga ab. Es dauerte bis 1975, ehe sie sich als Staffelsieger für die Aufstiegsspiele qualifizieren konnte. Als Zweiter hinter Västerås SK konnte der Aufstieg perfekt gemacht werden. Mit zwei Punkten Rückstand auf Råå IF verpasste der Klub jedoch als Drittletzter den Klassenerhalt. Der Traum vom direkten Wiederaufstieg wurde erst in den Aufstiegsspielen gebremst, als ohne Punktgewinn hinter IK Brage, BK Häcken und Degerfors IF nur der letzte Platz belegt wurde. Auch 1979 verpasste die Mannschaft als Dritter ohne Torerfolg hinter BK Forward und Karlstad BK in den Aufstiegsspielen den Wiederaufstieg.
1980 stieg Motala AIF nach einem engen Abstiegskampf aus der dritten Liga ab. Die Spielzeit wurde punktgleich mit Malmslätts AIK beendet, die bei gleichem Torverhältnis mehr Tore geschossen hatten. Ohne eine Niederlage schaffte der Klub den direkten Wiederaufstieg. 
1988 gewann Motala AIF die Meisterschaft in der Staffel Division 2 Mellersta und kehrte damit in die zweite Liga zurück. 1992 stieg die Mannschaft jedoch wieder ab und als Tabellendritter wurde der direkte Wiederaufstieg verpasst. 1995 beendete der Klub die Saison auf dem zweiten Platz und qualifizierte sich damit erneut für die Aufstiegsspiele zur Division 1. Dort wurde zunächst Norrby IF ausgeschaltet, ehe nach einem 2:2-Unentschieden auf fremdem Platz und einem 1:1-Remis daheim gegen IFK Trelleborg wegen der Auswärtstorregel der Aufstieg in die Zweitklassigkeit perfekt gemacht wurde. 
Bei der Zusammenfassung der zweiten Liga 1999 konnte sich Motala AIF nicht für die eingleisige Superettan qualifizieren und stieg in die drittklassige Division 2 ab. Dort wurde der Staffelsieg geholt und nachdem BK Forward in den Aufstiegsspielen geschlagen wurde, schaffte man die direkte Rückkehr in die zweite Liga. Jedoch stieg man als Tabellenletzter direkt wieder ab. 2003 folgte der Absturz in die Viertklassigkeit. 2007 wurde die Mannschaft Meister der Division 2 Mellersta Götaland und kehrte damit in die Drittklassigkeit zurück. Hier hielt sie sich jedoch nur zwei Jahre, dem Abstieg folgte jedoch der direkte Wiederaufstieg.

### Eishockey
Die Eishockeymannschaft des Klubs spielte von 2004 bis 2007 in der Division 1, der dritthöchsten schwedischen Spielklasse. Nachdem das Team 2014 sogar in die Division 3 abgestiegen war, gelang 2015 die Rückkehr in die Division 2.

## Bekannte Spieler
- Mikael Rosén